# 蔣覲
蔣覲（16世紀—17世紀），字拱北，南直隶常州府宜興縣人，明朝政治人物。

## 生平
萬曆四十六年（1618年）戊午科應天鄉試舉人，萬曆四十七年（1619年）聯捷己未科進士，歴任趙州知州、山西冀北道副使、河南兵备副使。

## 引用
1. ↑  《宜興縣志》
2. ↑  《常州府志》